# Pantoc

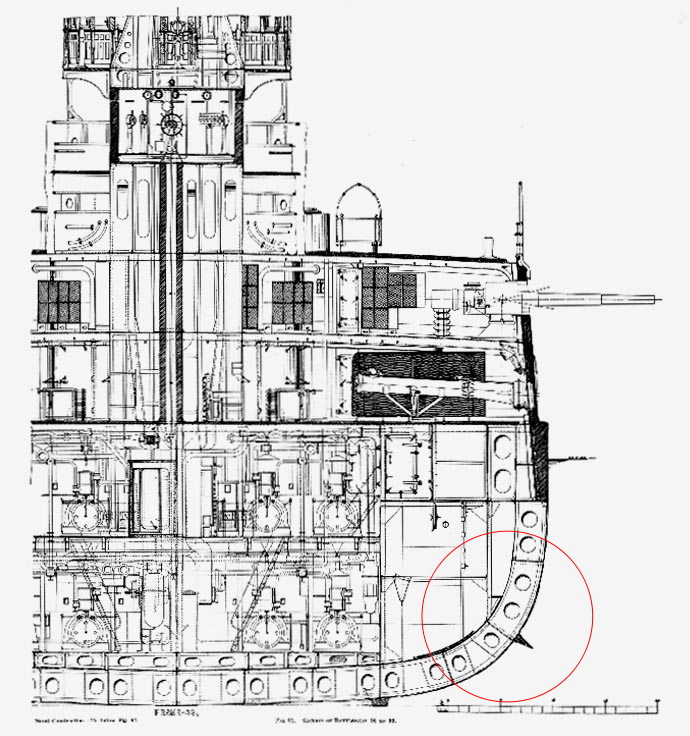
Àrea del pantoc en el cercle vermell

En construcció naval, s'anomena pantoc a la zona corba d'unió entre el costat i el fons del buc d'un vaixell. Vist des de l'interior és la zona d'acoblament dels elements estructurals anomenats varengues (fons) i les quadernes (laterals). És allà on s'instal·len les anomenades quilles de balanç.